# Пілемен
Пілемен (грец. Πυλαιμένης) — пафлагонський володар, герой Троянської війни.
В «Іліаді» про нього наводяться суперечливі дані. В одному місці (V пісня) Пілемена вбито, а в іншому (XIII пісня) він іде за тілом убитого сина. Цю суперечливість деякі вчені вважають одним із доказів того, що авторами «Іліади» є кілька осіб. (Хоча таке трапляється й у пізніших авторів).